# رضا نورسته‌فر
رضا نورسته‌فر (زاده ۱۳۱۰ در اصفهان) تهیه‌کننده سینما اهل ایران است.

## تهیه‌کننده
1. فصل خون (۱۳۶۰)
2. برادر کشی (۱۳۵۷)
3. پرواز در قفس (۱۳۵۷)
4. تا آخرین نفس (۱۳۵۷)
5. زخم خنجر رفیق (۱۳۵۷)
6. لبه تیغ (۱۳۵۷)
7. این گروه محکومین (۱۳۵۶)
8. جمعه (۱۳۵۶)
9. صبح خاکستر (۱۳۵۶)
10. فریاد زیر آب (۱۳۵۶)
11. بت شکن (۱۳۵۵)
12. ستیز (۱۳۵۵)
13. الکی خوش (۱۳۵۳)
14. تهمت (۱۳۵۳)
15. کنیز (۱۳۵۳)
16. پاپوش (۱۳۵۲)
17. رو سیاه (۱۳۵۲)
18. مروارید (۱۳۵۲)
19. نامحرم (۱۳۵۲)
20. توبه (۱۳۵۱)
21. کاکل زری (۱۳۵۱)
22. رسوایی (۱۳۴۹)
23. تک‌خال (۱۳۴۸)
24. ضرب شست (۱۳۴۸)
25. تحفه هند (۱۳۴۷)
26. دختر عشوه گر (۱۳۴۷)
27. خوشگل و قهرمان (۱۳۴۶)
28. دختر کدخدا (۱۳۴۵)